# Holiday in Handcuffs
Holiday in Handcuffs is een televisiefilm uit 2007 onder regie van Ron Underwood.

## Verhaal
Trudie is een strevende artieste die een sollicitatiegesprek voor een serieuze baan verpest. Ze kwetst haar ouders voor de zoveelste keer en wordt gedumpt door haar oppervlakkige vriend. Ze kan dit allemaal niet aan en krijgt een zenuwinzinking. Om haar ouders niet wederom te laten blijken hoe eenzaam haar leven is, ontvoert ze een klant in het restaurant waar ze werkt, met de bedoeling om hem te introduceren als haar vriend. De ontvoerde, David, had andere plannen voor de Kerstmis en is niet tevreden met de situatie. Terwijl ze de schijn moeten ophouden voor Trudie's ouders, beginnen ze elkaar te leren kennen en ontdekken ze dat ze elkaar stiekem wel leuk vinden.

## Rolverdeling
- Melissa Joan Hart - Trudie Chandler
- Mario López - David Martin
- June Lockhart - Grootmoeder
- Markie Post - Moeder Chandler
- Timothy Bottoms - Vader Chandler
- Vanessa Lee Evigan - Katie Chandler